# シンシア・ライラント
シンシア・ライラント（英語: Cynthia Rylant、1954年 - ）は、アメリカ合衆国の作家。
『メイおばちゃんの庭』で1992年度ボストングローブ・ホーンブック賞、1993年度ニューベリー賞を受賞。

## 経歴
1954年、ウェストバージニア州マリオン郡に生まれる。
ライラントが四歳のときに両親が離婚し、母親に引き取られる。母親が看護師の資格を取得するまでの四年間は祖父母にあずけられた。ウエスト・ヴァージニアの大学院を卒業したあと、公立図書館の児童書コーナーの係員という仕事につき、児童書作家を志す。作家としての活動は1982年から始まり、最初の作品である『子どものころ、山の中で』（When I Was Young in the Mountains）では、挿絵を描いたダイアン・グード（Diane Goode, 1949-）がコールデコット賞の次点作に選ばれた。この作品は、アパラチアの祖父母のもとに預けられていた頃の体験を元に書かれた自伝的な小説となっている。その後も精力的に執筆活動を続けており、作品は多岐にわたる。